# Bánh lọt
Bánh lọt là món ăn vặt đặc trưng có xuất xứ từ Indonesia. Bánh lọt hiện nay là món ăn dân dã của người Nam bộ, món ăn này có mặt ở một vài tỉnh miền Tây Nam bộ như Kiên Giang, Sóc Trăng, Bạc Liêu, Cà Mau… Ở Sài Gòn, món được bán một tại vài nơi có người miền Tây Nam bộ sinh sống. Bánh lọt là món ăn chơi mang tính lành, dễ tiêu hóa. Sợi bánh ngắn, mềm dễ nuốt, người già cũng như trẻ em đều hợp.

## Đặc trưng
Nguyên liệu để có món bánh lọt ngon gồm sợi bánh lọt ngắn, mềm dễ nuốt, được làm thành sợi bằng bột gạo cùng bột năng. Mùi thơm của nước cốt dừa, đường thắng, màu xanh trắng mát dịu của lá dứa, vị man mát, mềm mềm, dẻo dai của bột gạo hòa lẫn bột năng… đã tạo nên một thứ bánh đặc trưng của vùng sông nước Cửu Long.
Bánh lọt làm thành sợi bằng bột gạo cùng ít bột năng, dùng ăn kèm với món có nước dùng đậm đà. Sợi bánh lọt có hai màu truyền thống là màu trắng tự nhiên và màu xanh từ lá bồ ngót hay lá dứa. Hầu hết bánh lọt truyền thống chỉ ăn với nước cốt dừa, nước đường thắng, thường được rao bán hoặc ở vỉa hè như là một loại thức ăn đường phố.

## Công thức chế biến
Đầu tiên phải chọn gạo, với loại gạo cũ ngon dùng làm bánh lọt thì bánh sẽ không bị nhão. Gạo phải đem ngâm trước với một ít nước tro (hay vôi lắng lấy nước trong để bánh giòn, dai), sau đó xả nước lạnh vài lần cho gạo sạch, để ráo. Đem gạo xay thành bột rồi đăng bột cho ráo nước. Lấy bột gạo pha với một phần bột năng cùng với nước lạnh, không nên pha bột quá loãng, bánh sẽ bị nhão.
Công đoạn chế biến bánh lọt xào cầu kỳ. Tôm nõn rửa sạch, để ráo, rồi đem ướp với một tí muối,đường,bột nêm. Đậu hà lan ngắt bỏ hai đầu, rửa sạch rồi thái chéo, chần qua nước sôi. Giá đỗ ngắt mũ giá rồi rửa sạch. Phi thơm hành tỏi, cho tôm vào xào. Khi tôm gần chín thì cho giá và đậu vào xào chung, xong trút phần nguyên liệu này vào. Sau đó cho tiếp chao đỏ vào phi thơm với tỏi và dầu ăn, cho phần bánh lọt vào xào lẫn với nước tương. Cuối cùng là công đoạn trộn lẫn tất cả các nguyên liệu và nêm gia vị cho hợp khẩu vị.
Tô bánh lọt có đáng nhớ hay không còn phụ thuộc vào nồi nước súp. Để nồi nước súp thơm ngon nê hầm xương với nước khoảng 45 phút. Khi nồi nước sôi, chỉ cho lửa cháy liu riu và luôn tay hớt bọt nổi lên cho nước súp trong. Nấu khoảng 20 phút, cho cà rốt đã cắt thành từng khối vào hầm nhừ và cho thêm nước một trái dừa tươi vào.

## Các loại
Bánh lọt được dùng để chế biến nhiều món ăn hấp dẫn, đặc trưng khác nhau của vùng Nam Bộ như chè bánh lọt cốt dừa, chè bánh lọt đậu xanh, chè bánh lọt lá dứa hay bánh lọt xào… Bánh lọt xào là món ngon, tổng hợp từ nhiều nguyên liệu khác nhau: bánh lọt, tôm nõn, xá xíu, chao đỏ, đậu hà lan, giá đỗ và các loại gia vị: nước tương, bột nêm, muối, đường… ngoài ra, khi nhắc đến bánh lọt, nhiều người nghĩ ngay đến bánh lọt nước cốt dừa ngọt, béo nhưng với sự sáng tạo trong cách chế biến món ăn, người miền Tây Nam Bộ đã dùng bánh lọt nấu với nước súp, thịt bằm tạo nên món ăn mặn thú vị.

### Bánh lọt xào
Món bánh lọt xào khi dùng nóng sẽ cảm nhận hết vị tươi ngon từ thịt tôm băm, vị ngọt từ rau hẹ, giá, và hương vị thơm phức từ bánh lọt đã chiên vàng. Thịt ba chỉ mua về rửa sạch, bằm nhuyễn rồi ướp ít nước mắm, bột ngọt, hành cắt hoa và tiêu đã xay. Sau đó trộn đều cho thịt thấm gia vị rồi vo thành từng viên. Sau khi vớt xương ra thì cho thịt vào nấu chín. Vẫn giữ lửa liu riu để nồi súp luôn nóng. Tỏi băm nhuyễn, bắc chảo lên phi cho tỏi vừa vàng là được.
Giá, hẹ rửa sạch sắp ra dĩa. Hẹ cắt khúc khoảng 4 cm. Ăn với bánh lọt ngon nhất là ngò gai. Ở miền Tây, ngò gai mọc quanh vườn chỉ cần bước ra hái nắm lá ngò vào rửa sạch. Có nhà thích cắt thành sợi tỉ mỉ nhưng cũng có nhà thích lấy tay ngắt ngò rồi cho lên tô bánh lọt. Cho ít giá, hẹ vào tô, cho bánh lọt lên trên và chan nước súp nóng vào. Cho thêm tỏi phi, ngò gai và tiêu xay lên. C có thể cho bánh lọt vào luôn trong nồi súp, cho giá, hẹ và các gia vị vào rồi múc nhanh ra tô.

### Bánh lọt hoành thánh
Để có món bánh lọt hoành thánh với nét riêng, phải tìm mua thịt heo nạc pha thêm một ít thịt bò xay nhuyễn, cho vào gia vị đường, bột ngọt, tỏi, tiêu, rồi trộn đều. Sau đó, lấy hoành thánh bỏ vừa đủ thịt ở giữa gói lại. Khi ăn, cho hoành thánh vào nồi nước lèo, lúc hoành thánh nổi lên là chín, thì để vào tô bánh lọt. Tô bánh lọt hoành thánh còn có thêm tim, cật, thịt nạc, gan heo và đặc biệt là miếng bánh chiên có nhân tôm ở giữa để bắt mắt.

### Bánh lọt sườn heo
Bánh lọt sườn heo trông giống các loại bánh canh bột gạo, tuy nhiên điều sợi bánh ngắn và hơi to hơn, trên mặt tô bánh là sườn, gan, tim, thịt nạc cùng hành lá, hẹ. Bánh lọt được làm từ gạo lúa mùa loại ngon, nước súp được ninh từ xương heo, thịt nạc, tim, gan tạo vị ngọt dịu thơm tự nhiên mà không cần nêm đường, bột ngọt. Sợi bánh lọt ăn với sườn heo có màu trắng tự nhiên.
Bánh được làm thủ công bằng cách dùng 5 phần bột gạo lúa mùa cùng một phần bột năng. Hòa tan bột trong nước theo ấn định rồi lược lại bột qua rây. Tiếp đó, bắc nước bột lên bếp đun nhỏ lửa, dùng đũa khuấy đều tay đến khi bột chín đặc. Ở công đoạn này cần chú ý nhỏ lửa.
Đặt chiếc rổ có lỗ nhỏ bằng đầu đũa lên trên miệng các chậu nước sạch. Trút bột nóng vào rổ, dùng cái sạn ép mạnh bột, bột chảy lọt qua rổ thành từng khúc. Khúc bột lọt xuống, gặp nước lạnh làm nguội đi, đônglại làm thành sợi bánh. Nếu làm nhiều, chậu nước bột đục màu thì thay nước mới.